# Окойе, Моника
Моника Окойе (яп. オコエ桃仁花 Окойе Моника) (род. 7 февраля 1999, Токио, Япония) — японская баскетболистка, играющая на позиции тяжёлого форварда в сборной Японии и в женской национальной баскетбольной лиге (ВНБЛ) за команду «Канберра Кэпиталз».

## Биография
Отец эмигрант из Нигерии, а мама японка. Старший брат Луи Окойе, является действующим японским профессиональным бейсболистом, выступающий за команду " Тохоку Ракутен Голден Иглз ".
Моника Окойе ходила в среднюю школу Мэйсэй Гакуэн.
В мае 2019 перенесла операцию по грыже белой линии, но быстро восстановилась и вернулась через полтора месяца.

## Карьера

### Молодёжные сборные
Моника дебютировала на международном уровне в 2016 году на Чемпионате мира по баскетболу 2016 (девушки до 17 лет) в Испании, где сборная Япония завоевала 9 место.

### Профессиональная карьера
В 2017 году пришла в команду японской женской лиги Денсо Ирис.
В 2019 году перешла в «Fujitsu Красная волна».

### Сборная Японии по баскетболу
В 2018 году дебютировала в составе женской сборной Японии против Китайского Тайбэя в отборочном матче к Чемпионату мира 2018 года.
- 9-е место Чемпионат мира по баскетболу среди женщин 2018 [3].
- Победитель чемпионата Азии 2021
- Серебряный олимпийский призёр игр 2020 года в Токио в среднем 12,2 минуты за игру, забивала 4,2 очков и 2,5 подбора за игру[4].